# Gelblicher Fliegenkäfer

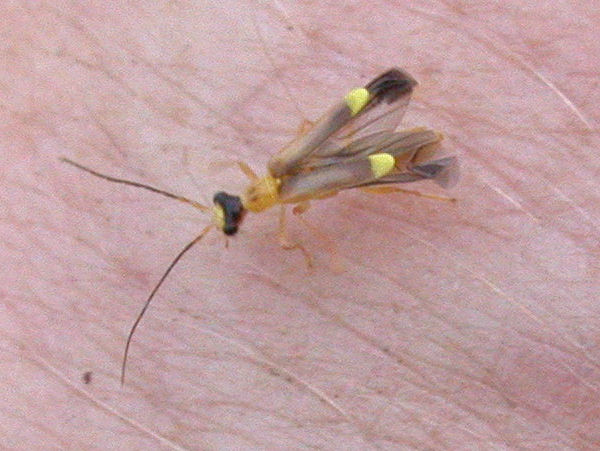

Der Gelbliche Fliegenkäfer (Malthinus flaveolus) ist ein Käfer aus der Familie der Weichkäfer (Cantharidae).

## Merkmale
Die Käfer erreichen eine Körperlänge von 5 bis 6,5 Millimetern und haben einen schmalen Körperbau. Ihr Kopf ist bis auf den grell gelben vorderen Teil dunkelbraun gefärbt, die Facettenaugen sind verhältnismäßig sehr groß und treten deutlich hervor, sodass der Kopf dadurch breiter ist als der Halsschild. Dieser ist ebenso wie die Beine gelblich gefärbt, darüber hinaus fein hell behaart und nur wenig breiter als lang. Die Weibchen können auf dem Halsschild in der Mitte zwei schwarze längliche Flecken haben, die auch zusammenwachsen können und den Halsschild dann dominieren. Solche dunklen Bereiche können sich auch auf den Deckflügeln (Elytren) befinden. Die Elytren sind verkürzt und verdecken sowohl den Hinterleib als auch die darunter liegenden Flügel nicht komplett, sind gelblich braun gefärbt und haben je eine grell gelbe Spitze. Deren gelbe Färbung kann aber bei manchen Individuen auch fehlen. Die ersten beiden Glieder der Fühler sind gelb, die restlichen schwarz.

### Ähnliche Arten
- Malthinus bilineatus

## Vorkommen
Die Art kommt in Europa, nördlich bis in die Mitte Skandinaviens und auch auf den Britischen Inseln vor. Sie ist stellenweise häufig und an Waldrändern und am Rande von Wiesen, vom Flachland bis ins flache Bergland zu finden.